# Saarijärvi (sjö i Finland, Lappland, lat 66,82, long 26,02)
Saarijärvi är en sjö i Finland. Den ligger i kommunen Rovaniemi i landskapet Lappland, i den norra delen av landet, 700 km norr om huvudstaden Helsingfors. Saarijärvi ligger 188,8 meter över havet. Den är 14,5 meter djup. Arean är 2,17 kvadratkilometer och strandlinjen är 10,44 kilometer lång. Sjön  ingår i Kemi älvs huvudavrinningsområde.   Den sträcker sig 2,6 kilometer i nord-sydlig riktning, och 1,9 kilometer i öst-västlig riktning. I sjön finns bland annat ön Aaponsaari.
I övrigt finns följande vid Saarijärvi:
- Saarijouttiselkä (en kulle)